# Tenda (Alps Marítims)
Tenda (en francès Tende) és un municipi francès situat al departament dels Alps Marítims i a la regió de Provença – Alps – Costa Blava. És un municipi de parla roiasc, varietat del lígur i no pas de l'occità.

## Demografia
| Evolució de la població |       |       |      |      |      |      |      |      |
| 1793                    | 1800  | 1806  | 1821 | 1831 | 1836 | 1841 | 1846 | 1851 |
| 1 500                   | 1 491 | 1 654 | -    | -    | -    | -    | -    | -    |

| 1856 | 1861 | 1866 | 1872 | 1876 | 1881 | 1886 | 1891 | 1896 |
| ---- | ---- | ---- | ---- | ---- | ---- | ---- | ---- | ---- |
| -    | -    | -    | -    | -    | -    | -    | -    | -    |

| 1901  | 1906 | 1911 | 1921 | 1926 | 1931  | 1936  | 1946  | 1954  |
| ----- | ---- | ---- | ---- | ---- | ----- | ----- | ----- | ----- |
| 2 279 | -    | -    | -    | -    | 2 493 | 2 529 | 2 158 | 2 080 |

| 1962  | 1968  | 1975  | 1982  | 1990  | 1999  | 2006 | 2011 | 2016 |
| ----- | ----- | ----- | ----- | ----- | ----- | ---- | ---- | ---- |
| 1 954 | 2 053 | 1 951 | 1 954 | 2 089 | 1 844 | -    | -    | -    |

| 2019 | - | - | - | - | - | - | - | - |
| ---- | - | - | - | - | - | - | - | - |
| -    | - | - | - | - | - | - | - | - |

## Varietat lingüística
El tendasc és una varietat del roiasc, considerat lígur i no pas occità, i que té força influència de l'italià.
| Tendasc       | Francès             | Italià                | Fonètica                                                      |
| ------------- | ------------------- | --------------------- | ------------------------------------------------------------- |
| ar            | le                  | il                    | (arl) amb ar la r es alveolada com seguida per una l          |
| camin         | chemin              | camino                | (camin)                                                       |
| chabotou      | cabane              | rifugio               | (tchabhauttou)                                                |
| lei trei ouré | il est trois heures | sono le tre           | (la r és alveolada i ou es pronuncia com una síl·laba llarga) |
| ar tendasqou  | le tendasque        | il tendasco           | (téndAchkou)                                                  |
| marchi        | merci               | grazie                | (marlchi)                                                     |
| bondi         | bonjour             | buongiorno (o buondì) | (boundi)                                                      |

## Història
El 1860 els municipis de Tenda i de La Briga no foren pas compresos dins els territoris cedits a França pel tractat de Torí, ja que el rei Víctor Manuel II d'Itàlia els concedia un valor estratègic important.
Tanmateix, pel tractat de pau de París de 10 de febrer de 1947 els territoris passaren finalment a sobirania francesa.

## Administració
| Període   | Identitat            | Partit |
| --------- | -------------------- | ------ |
| 1989-2001 | José Balarello       | DL     |
| 2001-     | Jean-Pierre Vassallo | UMP    |

## Agermanaments
- Narzole